# Lise Van Hecke
Lise Van Hecke, född 1 juli 1992 i Sint-Niklaas i Belgien, är en volleybollspelare (vänsterspiker).
Lise Van Heckes professionella karriär började 2008 när hon gick med i Asterix Kieldrecht, ett av de främsta lagen i belgiska högstadivisionen. Hon spelade med dem under tre säsonger, och vann två ligatitlar, två nationella cuper och en belgisk supercup.
Säsongen 2011-12 värvades hon av Robur Tiboni Volley Urbino, ett lag som spelade i italienska Serie A1, och hon stannade med klubben i två år. Säsongen 2013-14 gick hon över till River Volley. Under de tre säsonger hon spelade med klubben vann de två italienska supercuper, Coppa Italia 2013–2014 och mästerskapet 2013-14. Säsongen 2015-16 flyttade Van Hecke till Brasilien för spel med Osasco Voleibol Clube i Superliga Série A. Efter en säsong flyttad hon till Turkiet och spelade med (till Sultanlar Ligi) nyuppflyttade Beşiktaş JK.
Van Hecke återvände till Italien och Serie A1 säsongen 2017-18, då hon började spela med nyuppflyttade Volley Pesaro. Efter att klubben lagt ner verksamheten fortsatte hon i samma serie med Cuneo Granda Volley. Efter två år med klubben gick hon 2020 över till Unione Sportiva Pro Victoria Pallavolo Monza. Under de två år hon spelade med dem vann de CEV Cup 2020–2021.
Till säsongen 2022/2023 gick hon över till Hisamitsu Springs i japanska V.League.. Efter en säsong med klubben gick hon över till ligakonkurrenten Toyota Auto Body Queenseis och efter ytterligare ett år till ett annat lag i ligan, Osaka Marvelous.
Van Hecke har spelat med Belgiens landslag både på junior- och seniornivå. Hon tog guld med landslaget vid U18-EM 2009 och fick vid turneringen flera utmärkelser, bland annat som mest värdefulla spelare. Vid U18-VM samma år tog Belgien brons och Van Hecke var turneringens främsta poängvinnare. Hon har spelat med seniorlandslaget sedan 2007 och tog brons vid EM 2013 (där hon var främsta poängvinnare) och kom tvåa vid European Volleyball League samma år.